# How Come You Don’t Call Me
A How Come You Don’t Call Me Alicia Keys amerikai énekesnő harmadik kislemeze első, Songs in A Minor című stúdióalbumáról. A dal Prince How Come U Don’t Call Me Anymore? című dalának feldolgozása. Videóklipjét Little X rendezte.
Egy mixtape-en megjelent a dal egy folytatása is, I Don't Care (Juiciest) címmel, amelyben felhasznált egy részletet Mtume 1983-ban megjelent Juicy Fruit című dalából, de ez hivatalosan nem jelent meg.

## Számlista
CD kislemez (Európa)
1. How Come You Don’t Call Me (Original Radio Version) – 3:31
2. How Come You Don’t Call Me (Neptunes Remix) – 4:23

CD maxi kislemez (Egyesült Királyság)
1. How Come You Don’t Call Me (Original Album Version) – 3:57
2. How Come You Don’t Call Me (Neptunes Remix) – 4:23
3. Butterflyz (Roger’s Release Mix) – 9:11
4. How Come You Don’t Call Me (videóklip)

CD maxi kislemez (Európa)
1. How Come You Don’t Call Me (Original Radio Version) – 3:57
2. How Come You Don’t Call Me (Neptunes Remix) – 4:23
3. How Come You Don’t Call Me (Live Version) – 5:18
4. Butterflyz (Roger’s Release Mix) – 9:11
5. How Come You Don’t Call Me (videóklip)

12" maxi kislemez (Egyesült Királyság)
1. How Come You Don’t Call Me (Album Version) – 3:57
2. How Come You Don’t Call Me (Neptunes Remix) – 4:23
3. Butterflyz (Roger’s Release Mix) – 9:11

12" maxi kislemez (Egyesült Királyság; promó)
1. How Come You Don’t Call Me (Neptunes Remix) – 4:23
2. Troubles (Jay-J & Chris Lum Moulton Mix) – 8:59
3. Butterflyz (Roger Sanchez Club Mix) – 9:11
4. How Come You Don’t Call Me (Live Version) – 3:10

## Helyezések
| Slágerlista (2002)                  | Legmagasabb helyezés |
| ----------------------------------- | -------------------- |
| USA Billboard Hot 100               | 59                   |
| USA Billboard Hot R&B/Hip-Hop Songs | 30                   |
| Ausztrál ARIA kislemezlista         | 29                   |
| Brit kislemezlista                  | 26                   |
| Brit R&B kislemezlista              | 6                    |
| Magyar Mahasz kislemezlista         | 4                    |
| Német Media Control kislemezlista   | 80                   |
| Német fekete slágerlista            | 12                   |
| Svájci kislemezlista                | 60                   |